# 趙連琪
趙連琪（？—？），字玉雙，奉天省西安县人，中华民国政治人物，满洲国社会活动家。

## 生平
趙連琪是清朝生员，曾在自治研究所修业。清朝末年，任奉天谘议局议员。
民国二年（1913年），趙連琪成为中华民国第一届国会参议员。民国六年（1917年），趙連琪成为第二次中华民国临时参议院议员。民国七年（1918年），成为中华民国第二届国会参议员。1920年，第二届国会解散。
为加强对万国道德会的控制，1932年，日本及满洲国当局指示满洲国的万国道德会与“北平总会协议分离”。1933年4月，经满洲国民政部批准，道德会成为教化团体，满洲国的权贵如增韫、袁金铠、程义明、高元中、赵连琪等人纷纷加入该会。1933年12月27日，万国道德会满洲国总会（1934年后更名为满洲帝国道德总会）举行成立典礼，该总会设在新京，在选举会上选举增韫为会长，赵连琪为副会长，赵国藩为理事长，石维桢、孙周淑坤为副理事长，各科职员亦同时认定。